# Friedrich von Hahn

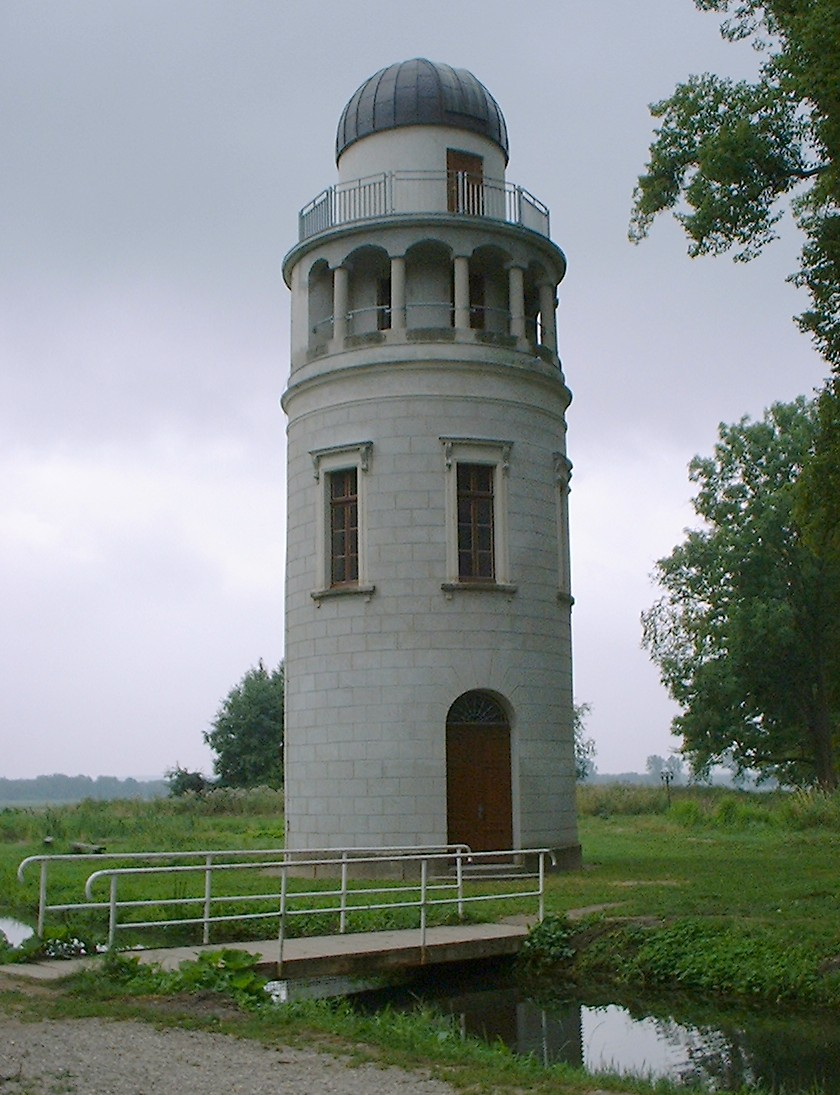
Rekonstruktion av observatoriet i Remplin.

Friedrich von Hahn, född 27 juli 1742 på godset Neuhaus i Holstein, död 9 oktober 1805 i Remplin vid Malchin, var en tysk greve och astronom.
von Hahn var en flitig observatör av bland annat planeter, solfläckarna, nebulosor och variabla stjärnor. Dessa observationer är till största delen publicerade i Johann Elert Bodes "Astronomisches Jahrbuch", 1794–1807.